# Denkmalgeschützte Objekte im Bezirk Güssing
Im Bezirk Güssing bestehen 255 denkmalgeschützte Objekte. Die unten angeführte Liste führt zu den Gemeindelisten und gibt die Anzahl der Objekte an.
| Gemeindeliste               | Objektanzahl |
| --------------------------- | ------------ |
| Bildein                     | 8            |
| Bocksdorf                   | 1            |
| Burgauberg-Neudauberg       | 1            |
| Eberau                      | 19           |
| Gerersdorf-Sulz             | 31           |
| Großmürbisch                | 2            |
| Güssing                     | 26           |
| Güttenbach                  | 1            |
| Hackerberg*                 | 0            |
| Heugraben                   | 1            |
| Heiligenbrunn               | 116          |
| Inzenhof                    | 1            |
| Kleinmürbisch*              | 0            |
| Kukmirn                     | 9            |
| Moschendorf                 | 3            |
| Neuberg im Burgenland       | 2            |
| Neustift bei Güssing        | 2            |
| Olbendorf                   | 3            |
| Ollersdorf im Burgenland    | 4            |
| Rauchwart                   | 2            |
| Rohr im Burgenland          | 1            |
| Sankt Michael im Burgenland | 4            |
| Stegersbach                 | 5            |
| Stinatz                     | 3            |
| Strem                       | 4            |
| Tobaj                       | 5            |
| Tschanigraben*              | 0            |
| Wörterberg                  | 1            |

* für diese Gemeinde sind keine denkmalgeschützten Objekte ausgewiesen